# Bolza Pál
Gróf Bolza Pál (Tiszakürt, 1861. augusztus 18. – Somogyhárságy, 1947. június 8.) magyar kertépítész, a Szarvasi Arborétum megalkotója.

## Élete

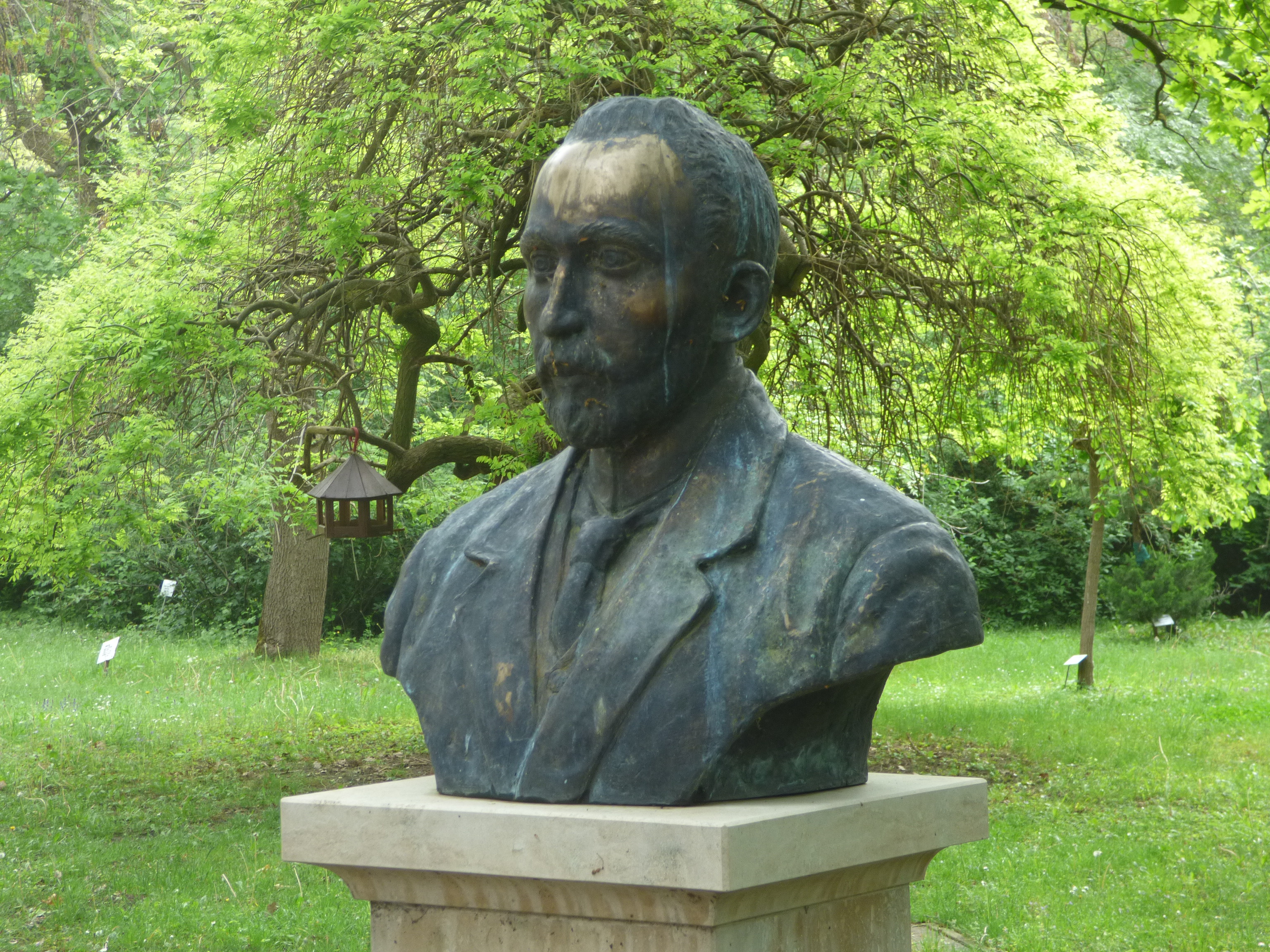
Bronz mellszobra a Szarvasi Arborétum bejárata közelében

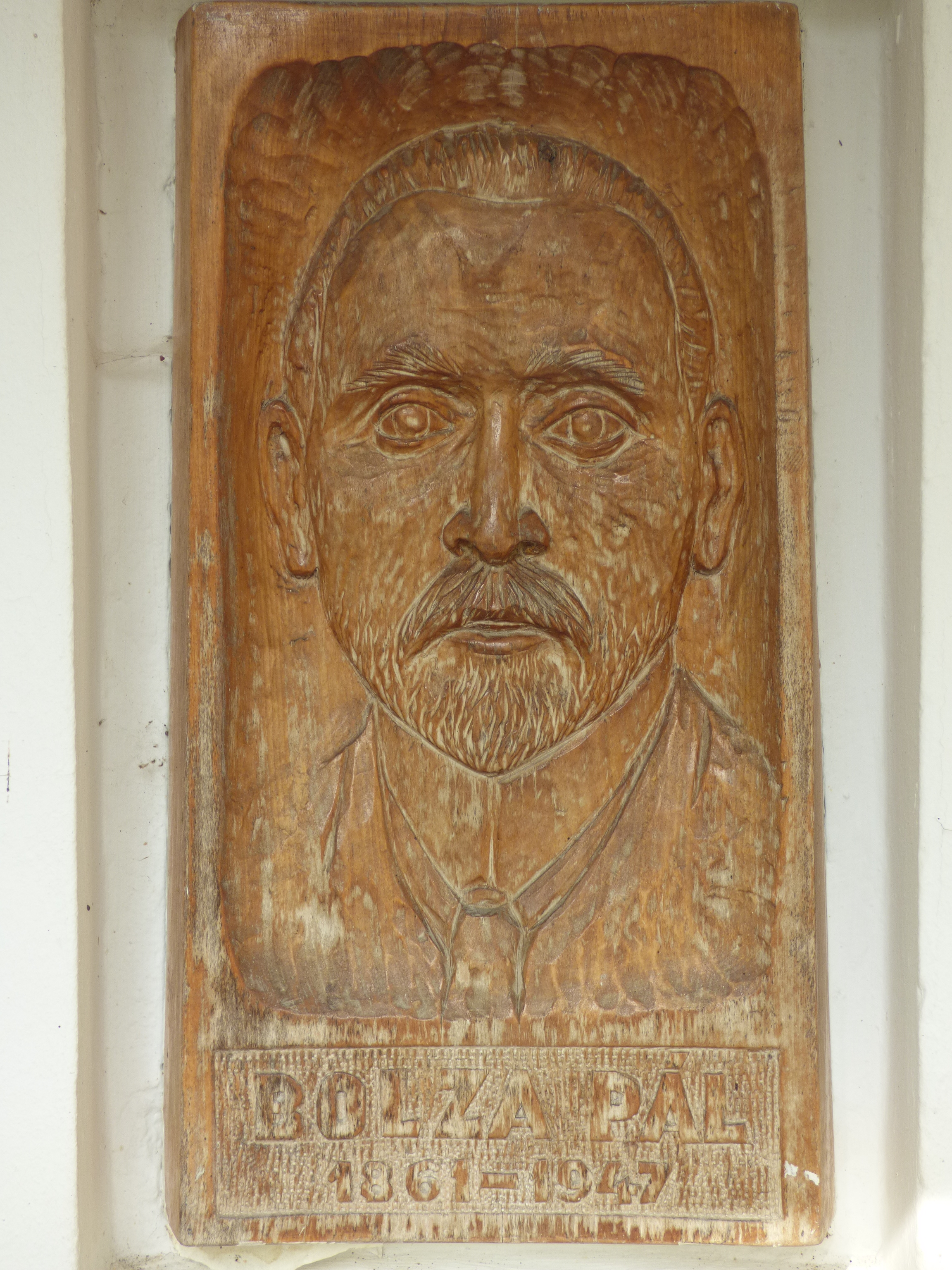
Farönkbe faragott emlékműve az arborétumban

Bolza Pál gróf 1861-ben született Jász-Nagykun-Szolnok vármegyében, Tiszakürtön. Apja Bolza II. Péter (1824–1881), aki Tiszakürtre nősült; anyja gróf Tige Mária volt; ők létesítették, illetve alapozták meg a kúriával együtt a jelenleg is létező tiszakürti arborétumot. Pálék öten voltak fivérek, közülük ő volt a legfiatalabb.
Apja legidősebb testvére, József, a család Pepi bácsija, Tiszakürtön élt, és nőtlen volt. Ő hagyta Pálra azt a területet, ahol ma a szarvasi arborétum van.
Bolza Pál a budapesti egyetemen jogot végzett, de már 28 éves korától kezdve kertépítéssel, tájkertészettel, növénymeghonosítással foglalkozott.
Szarvason az arborétummal be akarta bizonyítani, hogy az Alföld legszegényebb táján is meg lehet honosítani más éghajlathoz szokott növényeket, és biztosítani egészséges fejlődésüket.
Az arborétumban 1957-ben 1392 fajt és változatot vettek számba; köztük fa, cserje, évelő virág is található, melyeknek hazája Alaszkától Mexikóig, Szibériától a Himalája déli lejtőjéig terjed, de vannak Afrikából származó fajták is.
Somogyhárságyon, 1947. június 8-án, 86 évesen érte a halál.

## Családja
Budapesten, 1895. augusztus 3.-án kötött házasságot gróf bojári Vigyázó Jozefa Antónia Alexandrával (1868–1912), gróf Vigyázó Sándor (1825–1921) és báró Podmaniczky Zsuzsanna lányával. Házasságukból egy leány született:
- gróf Bolza Mariette (1911–1996) festő, grafikus. Férje, gróf zicsi és vázsonykői Zichy Domonkos (1904–1975).